# InnoTrans

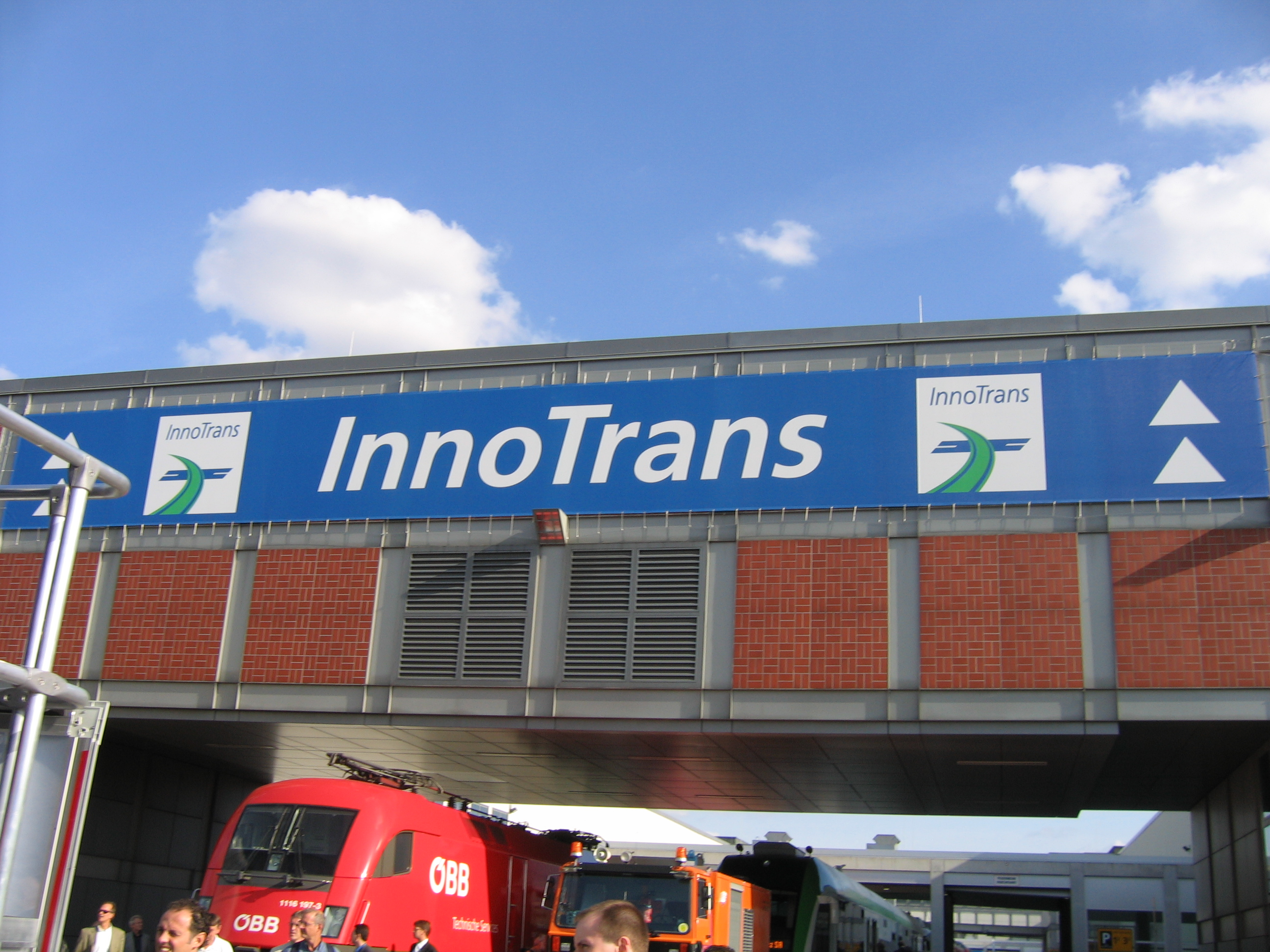
InnoTrans-buitenterrein (2006)

InnoTrans is een twee-jaarlijkse grote internationale handelsbeurs voor spoorwegtechnologie en rollend materieel op het Messegelände van Berlijn. Op het buitenterrein staan elke editie een groot aantal spoorvoertuigen. Vaak wordt Innotrans door rollend materiaalfabrikanten gebruikt om voor het eerst nieuwe voertuigtypen te presenteren.
Tegenwoordig is de beurs ook toegankelijk voor het gewone publiek, in het weekend na de beurs. Wel is de toegang beperkt tot het buitenterrein en dus alleen tot het rollend materieel.

## Statistieken
InnoTrans is sinds de eerste editie in 1996 alleen maar gegroeid, zie daarvoor ook de onderstaande tabel.
| Jaar | Exposanten                                | Exposanten                                | Exposanten                                | Bezoekers                                 | Bezoekers                                 | Bezoekers                                 | Bezoekers                                 | Grootte                                   | Grootte                                   | Grootte                                   | Bezoekers (publieksdagen)                 | Bronnen                                   |
| Jaar | totaal                                    | buitenlands                               | aantal landen                             | totaal                                    | vakbezoekers                              | buitenlands                               | aantal landen                             | opp. netto                                | opp. brutto                               | sporen                                    | Bezoekers (publieksdagen)                 | Bronnen                                   |
| ---- | ----------------------------------------- | ----------------------------------------- | ----------------------------------------- | ----------------------------------------- | ----------------------------------------- | ----------------------------------------- | ----------------------------------------- | ----------------------------------------- | ----------------------------------------- | ----------------------------------------- | ----------------------------------------- | ----------------------------------------- |
| 1996 | 00172                                     | 00021                                     |                                           |                                           | 006.376                                   | 00829                                     |                                           | 004.524 m²                                |                                           |                                           |                                           |                                           |
| 1998 | 00403                                     | 00100                                     |                                           |                                           | 013.164                                   | 03.278                                    |                                           | 010.534 m²                                |                                           |                                           |                                           |                                           |
| 2000 | 00826                                     | 00268                                     |                                           |                                           | 023.909                                   | 04.662                                    |                                           | 022.179 m²                                |                                           |                                           |                                           |                                           |
| 2002 | 1.047                                     | 00422                                     | 30                                        |                                           | 035.686                                   | 09.385                                    |                                           | 029.469 m²                                |                                           |                                           | 30.000                                    |                                           |
| 2004 | 1.369                                     | 00628                                     | 35                                        |                                           | 044.968                                   | 14.330                                    |                                           | 040.468 m²                                |                                           | 1.868 m                                   | 21.000                                    |                                           |
| 2006 | 1.603                                     | 00780                                     | 40                                        |                                           | 064.422                                   | 28.031                                    | 090                                       | 050.591 m²                                |                                           | 1.868 m                                   | 25.000                                    |                                           |
| 2008 | 1.914                                     | 00987                                     | 41                                        |                                           | 085.592                                   | 39.816                                    | 100                                       | 067.972 m²                                | 132.909 m²                                | 2.923 m                                   | 25.000                                    |                                           |
| 2010 | 2.243                                     | 1.244                                     | 45                                        | 106.600                                   | 103.295                                   | 53.936                                    | 110                                       | 081.171 m²                                | 141.161 m²                                | 3.500 m                                   | 14.000                                    |                                           |
| 2012 | 2.515                                     | 1.426                                     | 49                                        | 126.110                                   | 121.066                                   | 62.603                                    | 140                                       | 94.785 m²                                 | 161.420 m²                                | 3.500 m                                   | 19.081                                    | [ 1 ] [ 2 ] [ 3 ] [ 4 ]                   |
| 2014 | 2.761                                     | 1.669                                     | 55                                        | 138.872                                   | 133.595                                   | 71.899                                    | 146                                       | 103.409 m²                                | 200.000 m²                                | 3.252 m                                   | 15.000                                    | [ 1 ]                                     |
| 2016 | 2.955                                     | 1.843                                     | 60                                        | 144.470                                   | 137.391                                   | 75.401                                    | 149                                       | 111.984 m²                                | 200.000 m²                                | 3.500 m                                   | 16.000                                    | [ 1 ]                                     |
| 2018 | 3.062                                     | 1.910                                     | 60                                        | 161.157                                   | 153.421                                   | 86.490                                    | 149                                       | 116.027 m²                                | 200.000 m²                                | 3.500 m                                   | 12.000                                    | [ 5 ] [ 6 ]                               |
| 2020 | Geannuleerd vanwege de COVID-19 pandemie. | Geannuleerd vanwege de COVID-19 pandemie. | Geannuleerd vanwege de COVID-19 pandemie. | Geannuleerd vanwege de COVID-19 pandemie. | Geannuleerd vanwege de COVID-19 pandemie. | Geannuleerd vanwege de COVID-19 pandemie. | Geannuleerd vanwege de COVID-19 pandemie. | Geannuleerd vanwege de COVID-19 pandemie. | Geannuleerd vanwege de COVID-19 pandemie. | Geannuleerd vanwege de COVID-19 pandemie. | Geannuleerd vanwege de COVID-19 pandemie. | Geannuleerd vanwege de COVID-19 pandemie. |
| 2022 | 2.771                                     | 1.717                                     | 56                                        | 137.403                                   | 132.319                                   |                                           | 137                                       | 108.983 m²                                | 200.000 m²                                | 3.5000 m                                  | 0                                         | [ 1 ]                                     |
| 2024 | 2.946                                     | 1.918                                     | 59                                        | 169.214                                   |                                           |                                           | 128                                       | 116.459 m²                                | 200.000 m²                                |                                           | 0                                         | [ 1 ]                                     |

| Jaar | Beursdagen          |
| ---- | ------------------- |
| 2026 | 22 tot 25 september |

Bezoekersdagen vinden niet meer plaats sinds 2022, wegens plaatsgebrek en bijbehorende logistieke problemen.

## Jaargangen

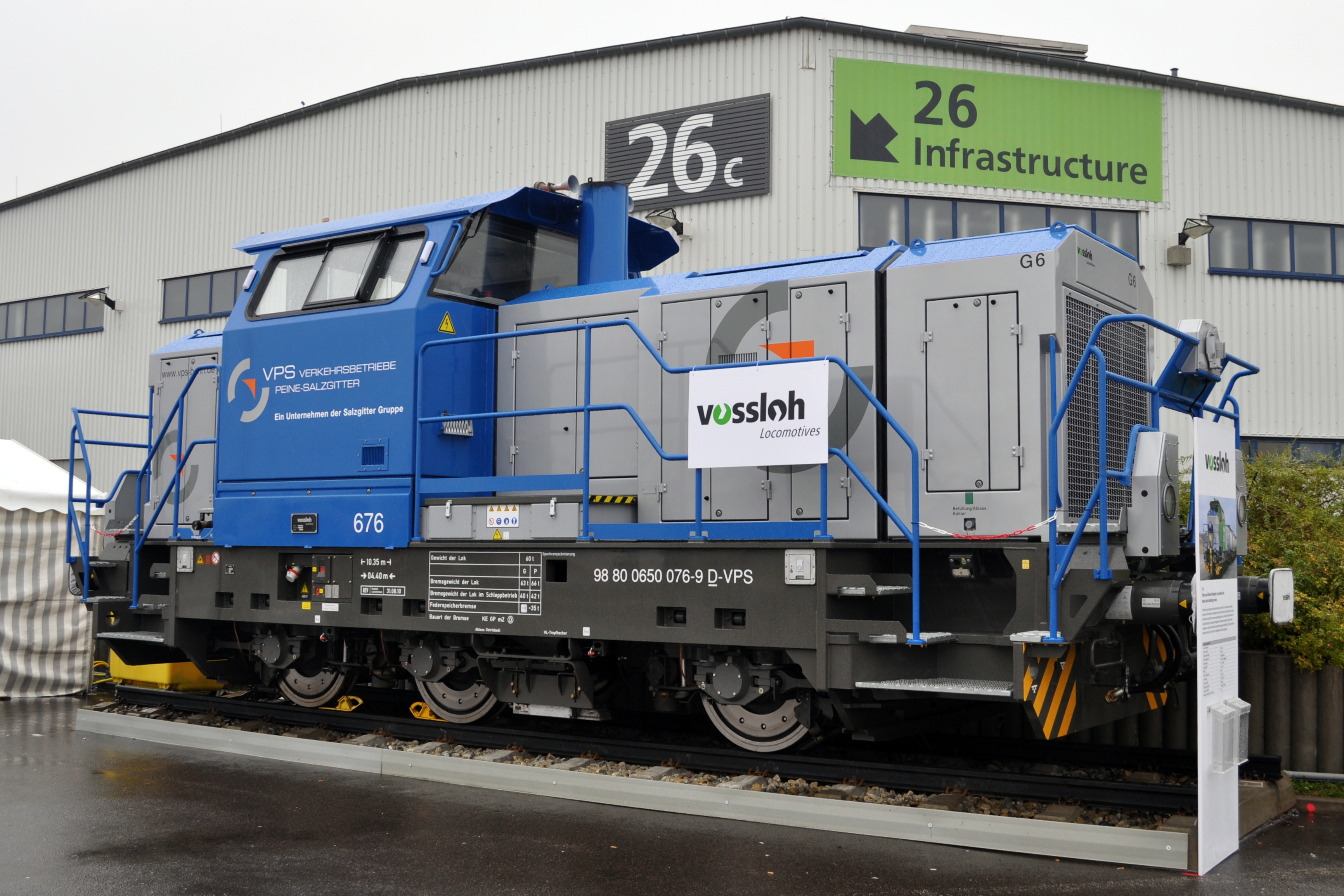
G 6 van Vossloh op InnoTrans 2010

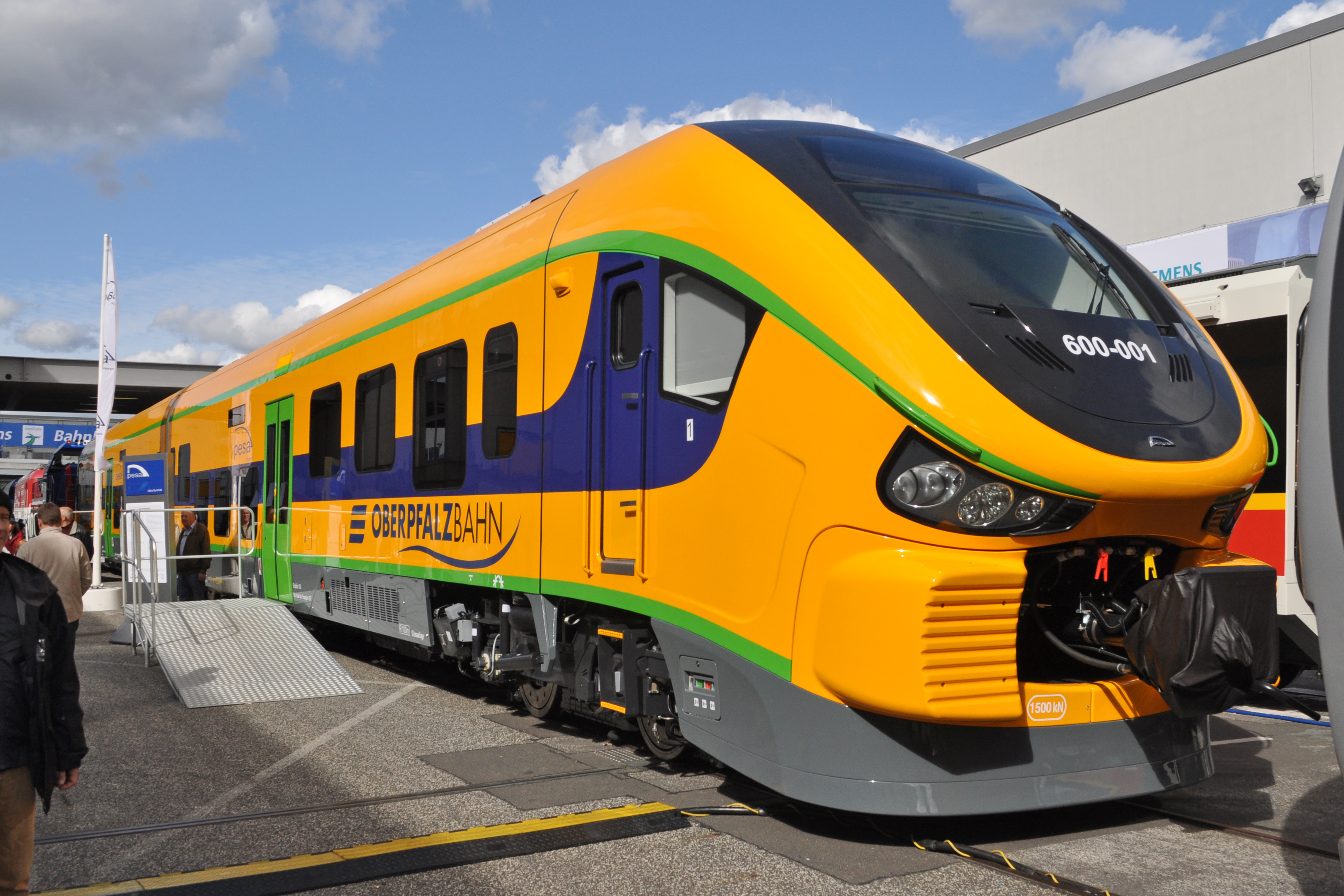
LINK van PESA in de uitvoering voor de Regentalbahn op InnoTrans 2012

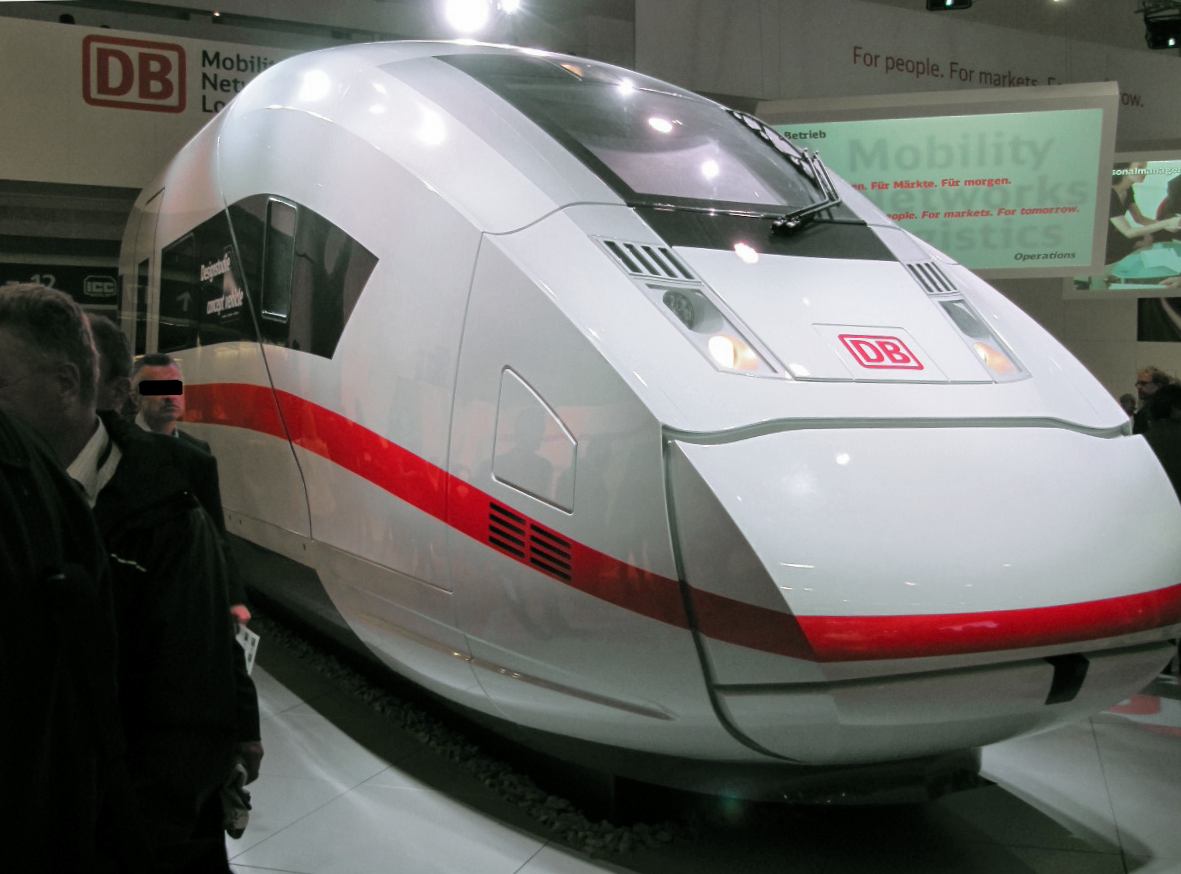
Mock-up van de ICx voor de DB op InnoTrans 2012

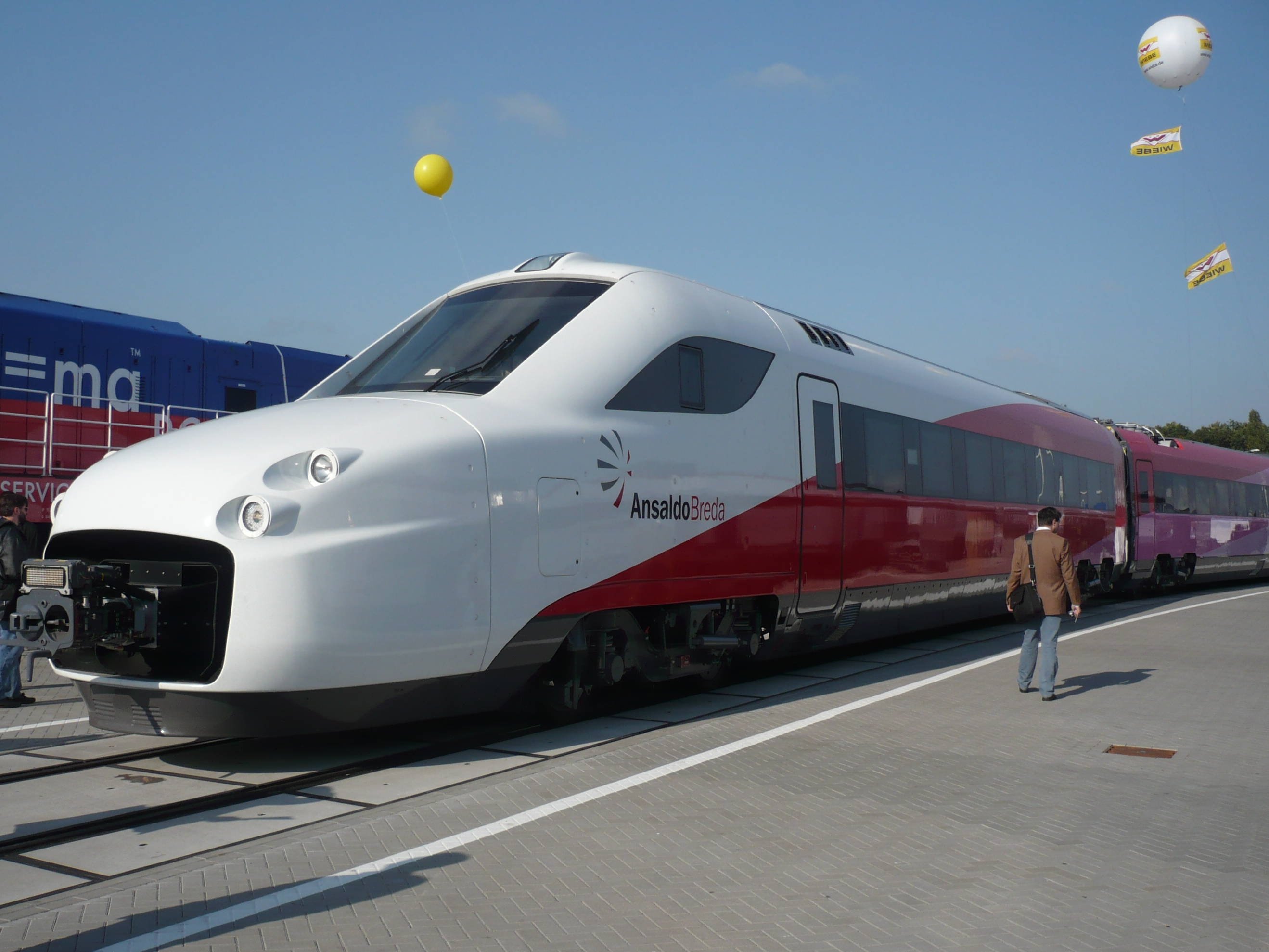
V250 van Ansaldo Breda op InnoTrans 2008

### 2010
Op Innotrans 2010 werden onder andere de volgende ontwikkelingen gepresenteerd:
- ALP-45DP van Bombardier

Hybride locomotief voor New Jersey Transit
- Dosto van Stadler Rail

Dubbeldekstreinstel SBB RABe 511 voor de S-Bahn van Zürich.
- G 6  van Vossloh Rail Services

3-assige rangeerdiesellocomotief
- Prima II van Alstom

Locomotiefplatform
- Vectron  van Siemens Rail Systems

Locomotiefplatform als opvolger van het Eurosprinter-platform
- Velaro D/Baureihe 407 van Siemens Rail Systems

Hogesnelheidstrein (ICE 3MF) in de uitvoering voor de DB.

### 2012
Net zoals in andere jaren werden op de beurs van 2012 een aantal nieuwe producten en innovaties gepresenteerd. Enkele voorbeelden zijn:
- Gamma Marathon van PESA

Elektrische locomotief.
- Griffin van ZNLE

Locomotiefplatform
- High Speed Grinding Machine van Vossloh Rail Services

Innovatieve slijptrein voor profilering van de spoorstaaf bij hogere snelheden.
- LINK van PESA

Dieseltreinstel voor de Regentalbahn.
- Mock-up van de ICx van Siemens Rail Systems

Model op ware grootte van een deel van de eindbak van de ICx, zoals geleverd gaat worden aan de DB Fernverkehr als vervanging van de ICE 1 & 2 vloot, later is dit type omgedoopt tot ICE 4.
- Powerhaul van GE Transportation

Diesellocomotief in de versie voor het Europese omgrenzingsprofiel (UIC 505-1) in plaats van het kleinere profiel voor het Verenigd Koninkrijk.
- Vectron Last Mile van Siemens Rail Systems

Elektrische locomotief met een klein vermogen dieselmotor ten behoeve van rangeren.
- TRAXX F140 Diesel-Multi-Engine-Lokomotief van Bombardier

Lijndiesellocomotief met vier kleinere motoren in plaats van één grote, in de uitvoering als Baureihe 245 voor de DB.

### 2014

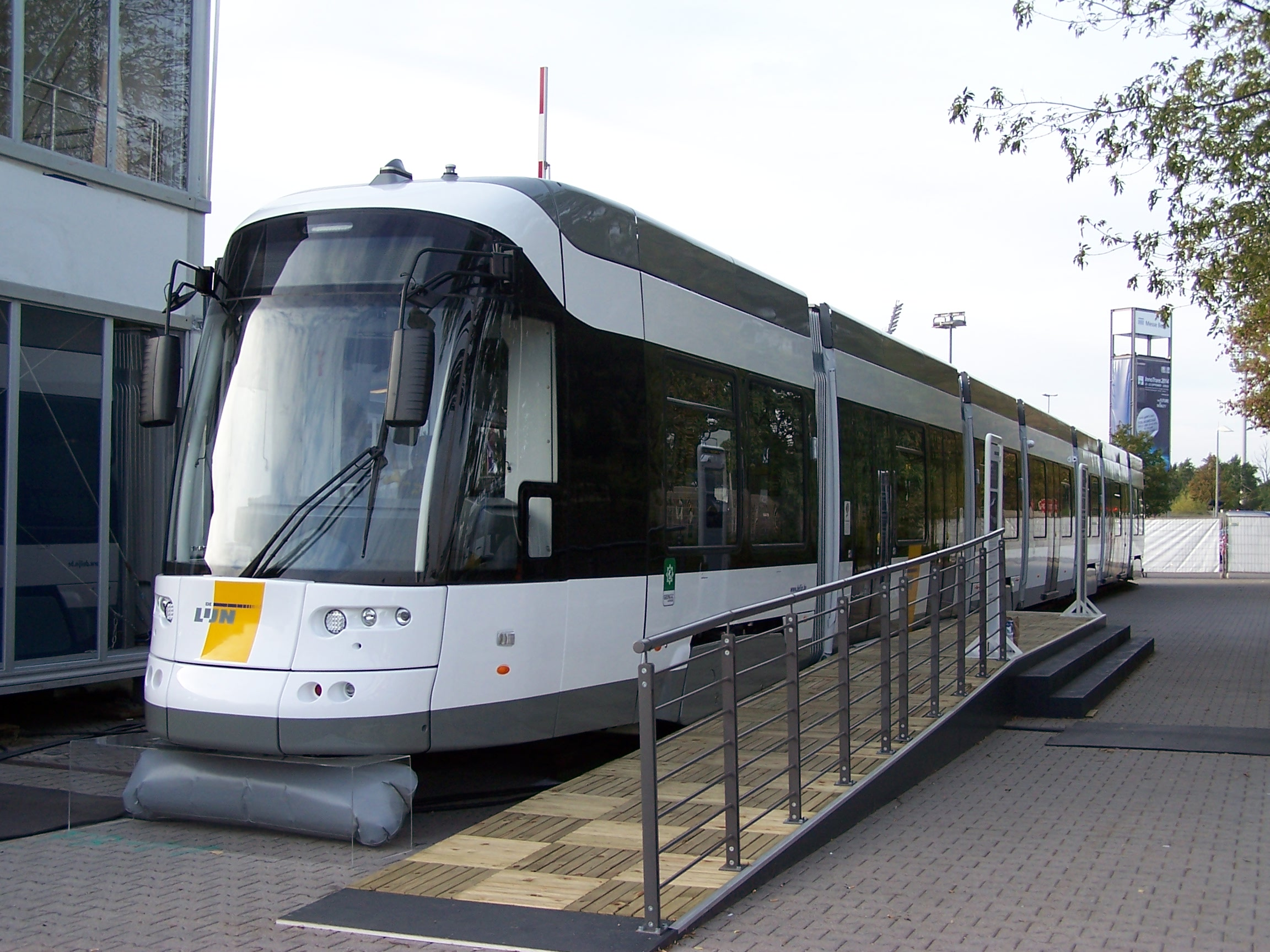
Flexity 2 voor Vlaamse Vervoermaatschappij "De Lijn" op InnoTrans 2014

Net zoals in andere jaren werden op de beurs van 2014 een aantal nieuwe producten en innovaties gepresenteerd. Enkele voorbeelden zijn:
- Flexity 2 van Bombardier

Tram voor Vlaamse Vervoermaatschappij "De Lijn".
- Régio2N van Bombardier

Dubbeldekstreinstel voor de SNCF
- Frecciarossa 1000 van Bombardier.

Hogesnelheidstrein voor Trenitalia (op InnoTrans 2012 was een mock-up te zien).
- Coradia Continental van Alstom

Stoptrein met vernieuwe kopvorm voor Elektro Netz Niedersachsen Ost (ENNO).
- UK light (British Rail Class 68) van Vossloh España

Diesellocomotief voor inzet in Groot-Brittannië.
- Impuls van NEWAG

Elektrisch treinstel voor het Poolse regionale spoorwegmaatschappij Koleje Mazowieckie (KM).

### 2016

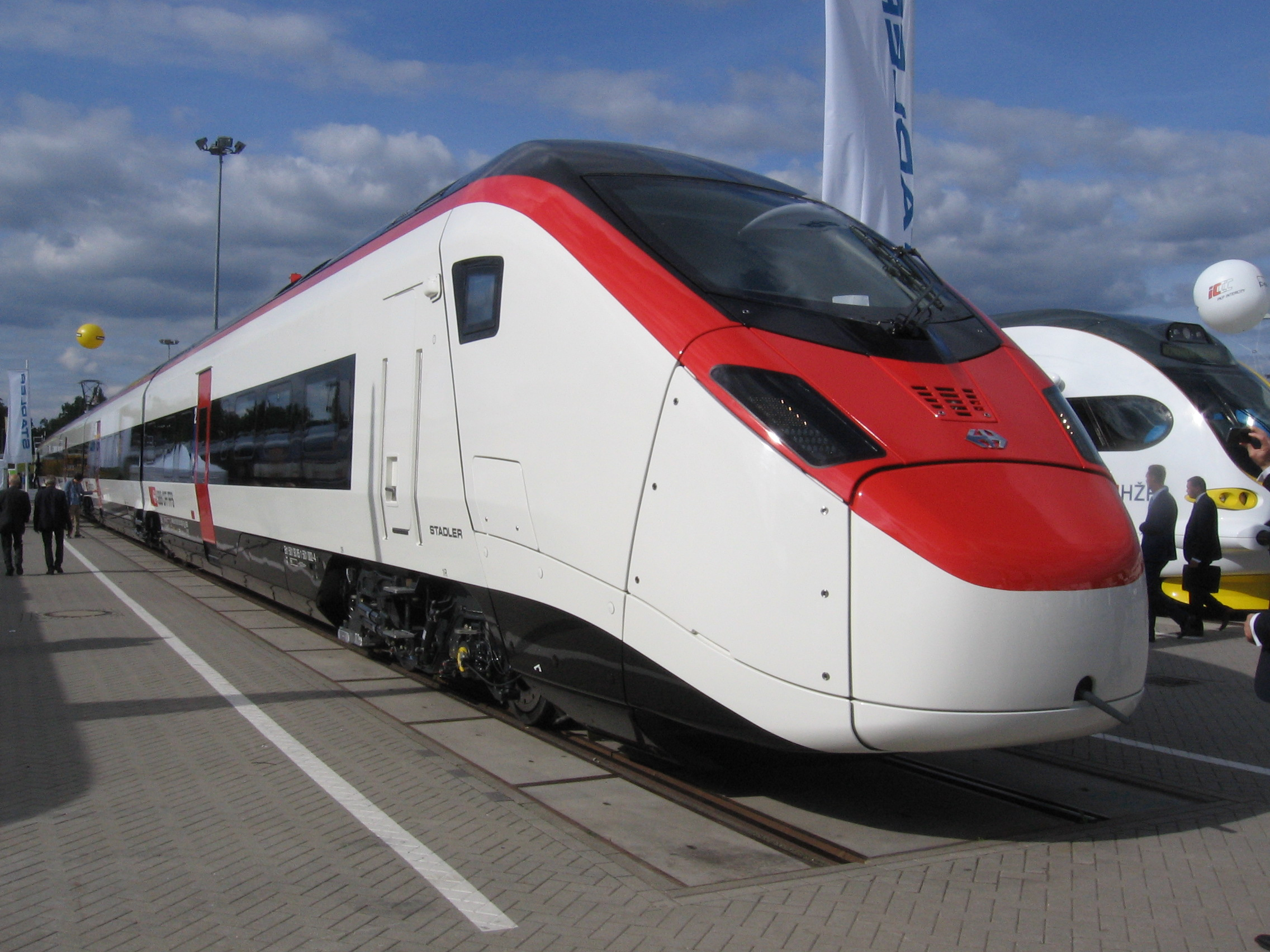
Stadler Giruno voor de SBB op InnoTrans 2016

Ook in de editie van 2016 stond het buitenterrein vol met allerlei spoorvoertuigen. Als enige van de grote fabrikanten had Bombardier geen voertuigen meegebracht, deze waren alleen virtueel te bekijken voor de beursbezoekers. Enkele bijzonderheden waren:
- SBB RABe 501 "Giruno" van Stadler Rail

Hogesnelheidstrein (250 km/h) voor inzet door de Gotthard-basistunnel door de SBB.
- Locomotief type 109E3 (DB-Regio Baureihe 102) van Škoda Vagonka

Locomotief voor dienst op hogesnelheidslijn (200 km/h), bijbehorende rijtuigen nog in aanbouw.
- EuroDual (UKDual; British Rail Class 88) van Stadler Rail Valencia (na overname van Vossloh España)

Hybride locomotief met stroomafnemer en dieselmotor voor DRS (met Brits omgrenzingsprofiel).
- Coradia Lint 54 van Alstom

Treinstel met brandstofceltechnologie.
- Aangepaste ÖBB Reihe 1063

Elektrische (rangeer)locomotief met toegevoegde opbouw voor accupakket.
- NS FLIRT3 van Stadler Rail

Elektrisch treinstel, was ten tijde van de beurs nog niet in dienst in Nederland.

### 2018

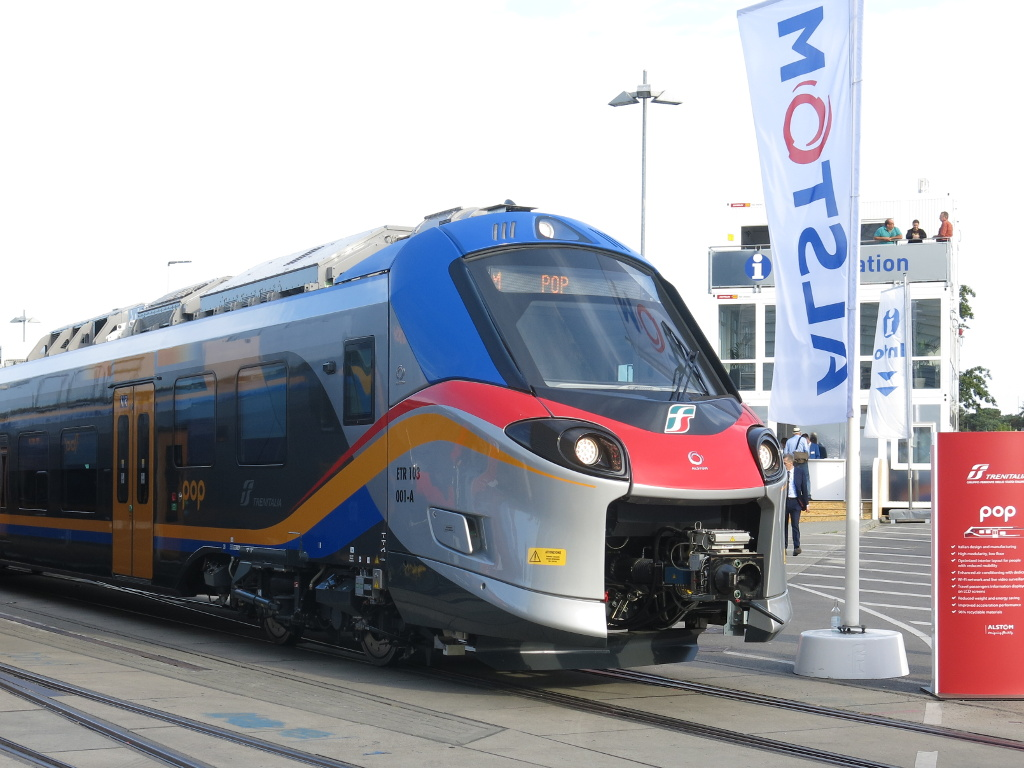
Alstom Coradia Stream op InnoTrans 2018, hier in de versie voor FS/Trenitalia.

Net als bij de vorige editie had Bombardier zelf geen voertuigen meegebracht naar InnoTrans.
- Alstom Coradia Stream

Stoptrein voor Trenitalia, zelfde platform als de ICNG voor NS.
- EuroDual van Stadler Rail Valencia

Hybride locomotief met stroomafnemer en dieselmotor voor de HVLE.
- Metro Glasgow van Stadler Rail

Op maat gemaakte metro voor de metro van Glasgow.
- Dubbeldeksrijtuigen en locomotief type 109E3 van Škoda Vagonka

Trein voor de regionale dienst op de Spoorlijn Nürnberg - München, locomotief was op vorige editie ook aanwezig.
- Desiro HC van Siemens Rail Systems

Dubbeldekstreinstel voor de Rhein-Ruhr-Express

## Weblinks
- Officiële website van InnoTrans